# Džeri Fodor
Džeri Alan Fodor (22. april 1935 – 29. november 2017) bio je američki filozof i autor mnogih ključnih radova u oblastima filozofije uma i kognitivne nauke. Njegovi spisi u ovim oblastima postavili su osnovu za modularnost uma i hipoteze o jeziku misli, a priznato je da je imao „ogroman uticaj na skoro svaki deo filozofije umne književnosti od 1960. godine“. U vreme svoje smrti 2017. godine, bio je na poziciji profesora filozofije države Nju Džersi, emeritusa, na Univerzitetu Rutgers, a prethodno je predavao na Gradskom univerzitetu u Njujorku i MIT-u.

## Knjige
- The Structure of Language, with Jerrold Katz (eds.), Prentice Hall. 1964.  0-13-854703-3..
- Psychological Explanation, Random House. 1968.  0-07-021412-3..
- The Psychology of Language, with T. Bever and M. Garrett, McGraw Hill. 1974.  0-394-30663-5..
- The Language of Thought. Harvard University Press. 1975. ISBN 0-674-51030-5..
- Representations: Philosophical Essays on the Foundations of Cognitive Science. Harvard Press. 1979. ISBN 0-262-56027-5. (UK) and MIT Press (US).
- The Modularity of Mind: An Essay on Faculty Psychology. MIT Press. 1983. ISBN 0-262-56025-9..
- Psychosemantics: The Problem of Meaning in the Philosophy of Mind. MIT Press. 1987. ISBN 0-262-56052-6..
- A Theory of Content and Other Essays. MIT Press. 1990. ISBN 0-262-56069-0..
- Holism: A Shopper's Guide, with Ernie Lepore, Blackwell. 1992.  0-631-18193-8..
- Holism: A Consumer Update, with Ernie Lepore (eds.), Grazer Philosophische Studien, Vol 46. Rodopi, Amsterdam. 1993.  90-5183-713-5..
- The Elm and the Expert: Mentalese and Its Semantics, The 1993 Jean Nicod Lectures, MIT Press. 1994.  0-262-56093-3..
- Concepts: Where Cognitive Science Went Wrong, The 1996 John Locke Lectures, Oxford University Press. 1998.  0-19-823636-0..
- In Critical Condition. MIT Press. 1998. ISBN 0-262-56128-X..
- The Mind Doesn't Work That Way: The Scope and Limits of Computational Psychology. MIT Press. 2000. ISBN 0-262-56146-8..
- The Compositionality Papers, with Ernie Lepore, Oxford University Press. 2002.  0-19-925216-5..
- Hume Variations. Oxford University Press. 2003. ISBN 0-19-928733-3..
- LOT 2: The Language of Thought Revisited. Oxford University Press. 2008. ISBN 0-19-954877-3..
- What Darwin Got Wrong, with Massimo Piattelli-Palmarini, Farrar, Straus and Giroux. 2010.  0-374-28879-8..
- Minds without meanings: an essay on the contents of concepts, with Zenon W. Pylyshyn, MIT Press. 2014.  0-262-52981-5..

## Spoljašnje veze
- Jerry Fodor's Homepage
- Jerry Fodor at the London Review of Books
- „"Semantics – An Interview with Jerry Fodor"” (PDF). ReVEL. 5 (8). март 2007. Архивирано из оригинала (PDF) 06. 07. 2011. г. Приступљено 04. 09. 2024..
- BloggingHeads dialogue between Jerry Fodor and Elliott Sober
- meaningful words without sense, & other revolutions Interview by Richard Marshall
- Guardian obituary
- Jerry A. Fodor, Philosopher Who Plumbed the Mind’s Depths, Dies at 82 New York Times obituary
- Jerry A. Fodor (1935—2017) entry in the Internet Encyclopedia of Philosophy